# Hashimoto Koji
Koji Hashimoto (sinh ngày 22 tháng 4 năm 1986) là một cầu thủ bóng đá người Nhật Bản.

## Sự nghiệp câu lạc bộ
Koji Hashimoto đã từng chơi cho Nagoya Grampus, Mito HollyHock, Omiya Ardija và Kawasaki Frontale.